# Нитусов, Евгений Васильевич
Евгений Васильевич Нитусов  (1895—1961) — специалист в области электротехники, доктор технических наук, профессор кафедры электрических машин МЭИ.

## Биография
Евгений Васильевич Нитусов родился в 1895 году в городе Ряжске в семье мастера по ремонту сельскохозяйственных машин.
Среднее техническое образование получил в Московском комиссаровском техническом училище, после окончания которого поступил в Московское высшее техническое училище им. Н. Э. Баумана. В 1920 году окончил электротехнический факультет Московского высшего технического училища (МВТУ, ныне Московский государственный технический университет имени Н. Э. Баумана), получил специальность инженера-электрика и по распределению для молодых специалистов остался работать на этом факультете.
В 1921 году привлечен профессором в области электротехники К. И. Шенфером к работам в Государственном экспериментальном электротехническом институте (ВЭИ им. Ленина) в отдел электрических машин и аппаратов. В электротехническом институте он с 1921 по 1935 год занимался исследованиями в области электрических машин, занимался разработками устройств для электросварки и для электрической тяги. Одновременно с этими работами вёл педагогическую работу в Московском энергетическом институте им. Молотова (МЭИ), преподавал электротехнические дисциплины: теоретическая электротехника, спец. курсы электрических машин, электрический привод, теоретические основы электротехники, принимал участие в написании учебной литературы по электротехнике, занимался переводами зарубежной литературы по электротехнике.
В 1933—1935 годах занимал должность декана Электромеханического факультета МЭИ. На факультете вел научную работу  руководством члена-корреспондента (1931), лауреата Сталинской премии первой степени К. И. Шенфера.
Область научных интересов:  вопросы электромашиностроения,  устройства для коммутаций в машинах постоянного тока, режимы работы асинхронных машин, специальные машины переменного и постоянного токов.  В 1940 году Е. В. Нитусов получил  ученую степень доктора технических наук,  утвержден в звании профессора кафедры электрических машин.
Евгений Васильевич Нитусов имеет патенты на изобретения, под его руководством в МЭИ было подготовлено и защищено несколько кандидатских диссертации по вопросам электрического привода и электромашиностроения.
Похоронен на Ваганьковском кладбище (31 уч.).

## Награды
- Орден Ленина (1951) — за многолетнюю успешную работу в высшей школе.